# 松齡 (同治進士)
松齡, 宁古塔氏，满洲镶黄旗人，道光丙午科举人，同治癸亥科进士。历任国子监助教，候補光祿寺署丞等职。
兄弟皁保为道光二十五年进士、刑部尚书，因平反杨乃武与小白菜冤狱，名声大噪；妻子许氏是道光九年进士、镇西厅同知許清貴之女；儿子常山是光绪二年进士；女儿为奉恩辅国公溥葵继妻。